# Dacia Solenza
Dacia Solenza je osobní automobil s karoserií liftback, vyráběný rumunskou automobilkou Dacia mezi lety 2003 a 2005. Je to přebudovaná Dacia SuperNova (SuperNova je přebudovaná Nova). Automobil má stejnou převodovku a některé vnitřní vybavení s druhou generací Renaultu Clio. Byla vyráběna v pěti verzích: Prima, Confort, Rapsodie, Clima a Scala. Verze Scala byla nejvybavenější, měla airbag u řidiče, klimatizaci, hliníková kola a CD přehrávač. Auto má 1,4 l benzínový a 1,9 l naftový motor.